# 中央财经委员会办公室
中央财经委员会办公室，标准简称中央财办，亦简称中财办，是中国共产党中央委员会负责统筹全国财政经济决策的办事机构，是中央财经委员会的办事机构。中央财办前身是中央财经领导小组办公室。2018年3月，根据中共中央印发的《深化党和国家机构改革方案》，设立中央财经委员会办公室。

## 沿革
2018年3月中共中央印发的《深化党和国家机构改革方案》称，“中央全面深化改革领导小组、中央网络安全和信息化领导小组、中央财经领导小组、中央外事工作领导小组改为委员会。为加强党中央对涉及党和国家事业全局的重大工作的集中统一领导，强化决策和统筹协调职责，将中央全面深化改革领导小组、中央网络安全和信息化领导小组、中央财经领导小组、中央外事工作领导小组分别改为中央全面深化改革委员会、中央网络安全和信息化委员会、中央财经委员会、中央外事工作委员会，负责相关领域重大工作的顶层设计、总体布局、统筹协调、整体推进、督促落实。”“4个委员会的办事机构分别为中央全面深化改革委员会办公室、中央网络安全和信息化委员会办公室、中央财经委员会办公室、中央外事工作委员会办公室。”
2023年，原设在农业农村部的“中央农村工作领导小组办公室”已并入中央财办，不再单设。

## 机构设置
根据有关规定，中央财经委员会办公室设置下列机构：
- 综合局
- 秘书局
- 宏观经济局（经济一局）
- 财贸局（经济二局）
- 经贸局（经济三局）
- 国际经济局（经济四局）
- 农村局

## 历任领导
主任
1. 李智盛（1981年—1985年）
2. 蒋冠庄（1985年—1994年）
3. 曾培炎（1994年8月23日—1998年3月）[3]
4. 华建敏（1998年3月—2003年3月）
5. 王春正（2003年3月—2007年7月）
6. 朱之鑫（2007年7月—2013年3月）
7. 刘鹤（2013年3月—2023年3月）
8. 何立峰（2023年3月—）[4]

分管日常工作的副主任（常务副主任）
……
- 韩文秀（2018年12月—，正部长级；2023年起兼中央农村工作领导小组办公室主任）

副主任
……
- 段应碧（1994年8月—2003年4月）[5]
- 华建敏（1996年—1998年）[6]
- 陈锡文（2003年—2016年6月）[7]
- 刘鹤（2003年3月—2013年3月）[8]
- 唐仁健（2006年3月—2014年4月；2016年6月—2017年5月）[9]
- 杨伟民（2011年—2018年6月）[10]
- 易纲（2014年4月—2018年3月）[11]
- 韩俊（2014年10月—2018年3月）[12]
- 舒国增（2014年11月—2017年5月）[13]
- 朱光耀（2016年4月—2018年6月）[14]
- 尹艳林（2017年12月—2023年6月）[15][16]
- 韩文秀（2018年4月—2018年12月）[17]
- 廖岷（2018年5月—2023年9月）[18]
- 祝卫东（2023年8月—）
- 杨荫凯（2023年9月—2025年4月）[19]
- 严鹏程（2024年4月—）

### 引用
1. ↑  . 新华网. 2018-03-21  [2018-03-21]. （原始内容存档于2020-05-30）.
2. ↑  . www.thepaper.cn.   [2023-10-14]. （原始内容存档于2023-10-29）.
3. ↑   . 北京: 中国档案出版社. 1998年: 205.
4. ↑  长安街知事. . 大众日报. 2023-10-29  [2023-10-29]. （原始内容存档于2023-10-29） （中文（简体））.
5. ↑  . 中国改革论坛网.   [2017-05-15]. （原始内容存档于2020-04-30）.
6. ↑  . 凤凰网.   [2017-05-15]. （原始内容存档于2016-07-08）.
7. ↑  . 中国领导干部资料库.   [2017-05-15]. （原始内容存档于2020-12-08）.
8. ↑  . 凤凰网.   [2017-05-15]. （原始内容存档于2016-09-28）.
9. ↑  . 中国共产党新闻网. 2016-07-12  [2017-05-15]. （原始内容存档于2021-01-03）.
10. ↑  . 中国领导干部资料库.   [2017-05-15]. （原始内容存档于2017-12-01）.
11. ↑  . 凤凰网.   [2017-05-15]. （原始内容存档于2017-04-25）.
12. ↑  . district.ce.cn.   [2020-12-03]. （原始内容存档于2020-12-02）.
13. ↑  . 中国经济网. 2014-12-03  [2016-08-25]. （原始内容存档于2020-11-09）.
14. ↑  . 澎湃新闻. 2016-05-04  [2016-10-18]. （原始内容存档于2020-11-09）.
15. ↑  . www.thepaper.cn.   [2022-12-25]. （原始内容存档于2023-01-18）.
16. ↑  . 腾讯新闻.   [2023-10-31]. （原始内容存档于2023-10-31）.
17. ↑  . 澎湃新闻. 2018-05-04  [2020-07-20]. （原始内容存档于2020-11-09）.
18. ↑  . district.ce.cn.   [2020-12-03]. （原始内容存档于2018-10-16）.
19. ↑  . 微信公众平台.   [2025-04-25].